# Osteofita
L'osteofita è una escrescenza di tessuto osseo localizzata in prossimità della superficie articolare di un osso. Generalmente è a forma di becco (detto becco osteofitico).
Gli osteofiti sono prodotti dall'accumulo di calcio sulla cartilagine articolare. Sono tipicamente presenti nelle forme di osteoartrosi e sono in parte responsabili delle manifestazioni dolorose di questa malattia. Sono da considerare come una reazione del tessuto osseo, interessato da processi erosivi e irritativi cronici, volta a stabilire una maggior superficie di contatto tra i corpi articolari.

## Eziologia

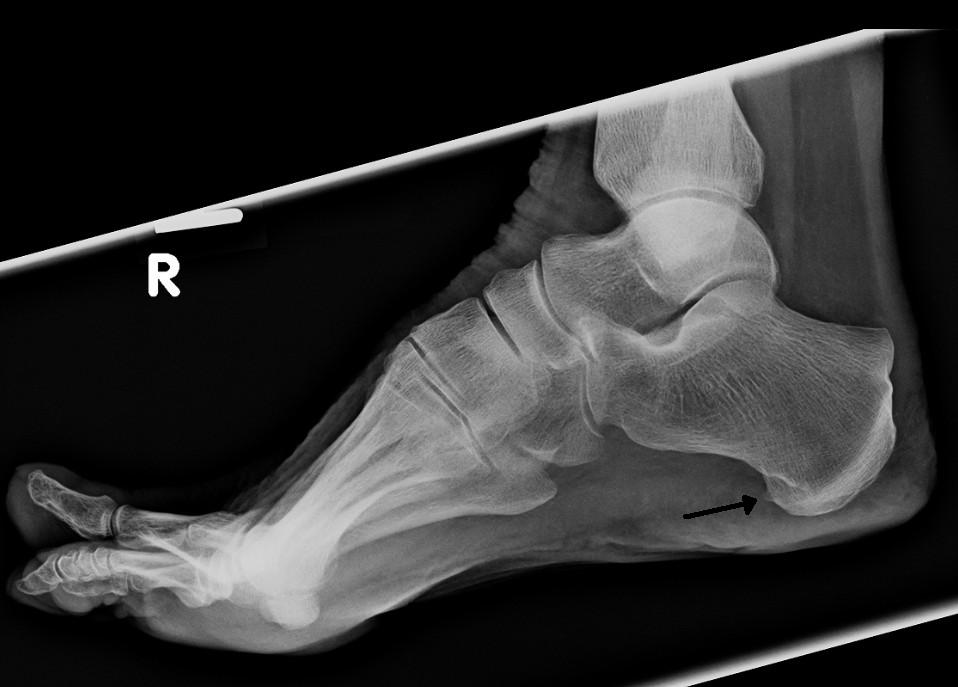
Radiografia che mostra, indicato dalla freccia, un piccolo sperone osseo.

La formazione di osteofiti è stata tradizionalmente correlata a eventuali modifiche sequenziali e conseguenti alla formazione di tessuto osseo dovuta all'invecchiamento, alla degenerazione, all'instabilità meccanica e ad alcune patologie (come l'iperostosi scheletrica idiopatica diffusa). Spesso gli osteofiti si formano nelle articolazioni artrosiche a causa dei danni e dell'usura da infiammazione. La calcificazione e la formazione di nuovo tessuto osseo può verificarsi anche in risposta al danno meccanico alle articolazioni.

## Fisiopatologia
Gli osteofiti si formano in seguito al danneggiamento cui va incontro una superficie articolare infiammata. La loro presenza è comune nel caso di artrite. Gli osteofiti di solito limitano il movimento articolare e tipicamente causano dolore.
La presenza di osteofiti sulla parte posteriore della colonna vertebrale, sono il segno di una degenerazione dovuta all'invecchiamento. In questo caso, gli speroni non sono la fonte del mal di schiena, ma sono invece il sintomo di un problema più profondo. Tuttavia, gli speroni ossei sul dorso possono comprimere sui nervi che emergono dalla colonna vertebrale e diretti ad altre parti del corpo. Ciò può causare dolore in entrambi gli arti superiori e inferiori e un intorpidimento o formicolio alle mani e ai piedi.
Gli osteofiti possono apparire anche sui piedi, sia lungo le dita o sul tallone, nonché sulle mani. In casi estremi, gli speroni ossei crescono lungo tutta la struttura scheletrica di una persona: lungo le ginocchia, i fianchi, le spalle, le coste, le braccia e le caviglie.
Osteofiti sulle dita o sui piedi sono conosciuti come nodi di Heberden (se sulla interfalangea distale) o nodi di Bouchard (se sulle articolazioni interfalangee prossimali).
Gli osteofiti possono anche essere il risultato finale di alcuni processi patologici. L'osteomielite, un'infezione ossea, può lasciare l'osso adiacente con la formazione di uno sperone. Il piede di Charcot, che colpisce soprattutto i diabetici, può anche lasciare speroni ossei che potrebbero quindi diventare sintomatici.

## Trattamenti
Normalmente, i casi asintomatici non sono trattati. Per quelli sintomatici, l'assunzione di farmaci anti-infiammatori non steroidei e l'intervento chirurgico sono due opzioni praticabili.